# Rhapsodie amoureuse
Pour plus de détails, voir Fiche technique et Distribution.
Rhapsodie amoureuse (Storm at Daybreak) est un film américain réalisé par Richard Boleslawski, sorti en 1933.

## Fiche technique
- Titre original : Storm at Daybreak
- Titre français : Rhapsodie amoureuse
- Réalisation : Richard Boleslawski
- Scénario : Bertram Millhauser (en) d'après la pièce Fekete száru Csereszyne de Sándor Hunyady (en)
- Costumes : Adrian
- Photographie : George J. Folsey
- Montage : Margaret Booth
- Musique : William Axt
- Société de production : Metro-Goldwyn-Mayer
- Pays de production : États-Unis
- Format : Noir et blanc - 1,37:1
- Genre : guerre
- Durée : 78 minutes
- Date de sortie : 1933

## Distribution
- Kay Francis : Irina Radovic
- Nils Asther : Capitaine Geza Petery
- Walter Huston : Dushan Radovic
- Phillips Holmes : Csaholyi
- Eugene Pallette : Janos
- C. Henry Gordon : Panto Nikitch
- Louise Closser Hale : Militza Brooska
- Jean Parker : Danitza
- Mischa Auer : Gavrilo Princip
- Frank Conroy : Archiduc François-Ferdinand d'Autriche